# بخش الودالن
بخش الودالن (به سوئدی: Älvdalens kommun) یک ناحیه شهری در سوئد است که در شهرستان دالارنا واقع شده‌است.